# T(h)alheimer Treffen

„T(h)alheim“ und „Da(h)lheim“ in Mitteleuropa. Nicht alle aufgeführten Ortschaften nehmen an den regelmäßigen T(h)alheimer Treffen teil.

Das T(h)alheimer Treffen ist ein loser Zusammenschluss von Orten mit den Namen „Talheim“, „Thalheim“, „Dalheim“ oder „Dahlheim“ vorwiegend aus Deutschland, Österreich und der Schweiz. Von über 30 bekannten Städten und Gemeinden mit entsprechenden Namen nehmen bis zu 20 an den jährlichen internationalen Treffen teil, die wechselnd in einer anderen Gemeinde stattfinden.
Nebst dem jährlichen politischen Treffen findet alle zwei Jahre als sportliches Gegenstück ein Fußball-Turnier mit dem Titel „Internationales T(h)alheimertreffen“ statt.

## Entstehung
Die Tradition des T(h)alheimer Treffens begann in den 1950er Jahren. Da Postleitzahlen noch nicht eingeführt waren, kam es häufig zu Fehlzustellungen von Briefen in eine „falsche“ der zahlreichen Ortschaften mit dem Namen „Talheim“ insbesondere in Baden-Württemberg.
Aus dem persönlichen Kontakt der Bürgermeister von Talheim bei Heilbronn und Talheim im Landkreis Tübingen (später nach Mössingen eingemeindet) wurde ein Kontakt der Gemeinden, und nach einem Sängertreffen in Thalheim im Aargau in der Schweiz nahm die Idee eines regelmäßigen T(h)alheimer Treffens Gestalt an. Das erste Treffen fand in Talheim bei Heilbronn statt. Es nehmen Gemeinden aus Deutschland, Österreich, der Schweiz und seit 2005 auch Rumänien (Daia in Siebenbürgen) teil.
Im Rahmen der Treffen stellt sich die gastgebende Gemeinde vor. Es gibt kommunalpolitische Besprechungen sowie Heimatabende, Musikvorführungen und Gottesdienste.

## Veranstaltungsorte

### Politische Treffen
| Jahr | Treffen | Ort                                    | Land                           |
| ---- | ------- | -------------------------------------- | ------------------------------ |
| 1961 | 1.      | Talheim bei Heilbronn                  | Baden-Württemberg, Deutschland |
| 1962 | 2.      | Talheim bei Mössingen                  | Baden-Württemberg, Deutschland |
| 1964 | 4.      | Thalheim an der Thur                   | Zürich, Schweiz                |
| 1967 | 7.      | Thalheim bei Leibertingen              | Baden-Württemberg, Deutschland |
| 1969 | 9.      | Talheim bei Tengen                     | Baden-Württemberg, Deutschland |
| 1971 | 11.     | Thalheim an der Thur                   | Zürich, Schweiz                |
| 1979 | 19.     | Tengen-Talheim                         | Baden-Württemberg, Deutschland |
| 1980 | 20.     | Leibertingen-Thalheim                  | Baden-Württemberg, Deutschland |
| 1983 | 23.     | Vellberg-Talheim                       | Baden-Württemberg, Deutschland |
| 1989 | 29.     | Tengen-Talheim                         | Baden-Württemberg, Deutschland |
| 1990 | 30.     | Kapelln-Thalheim                       | Niederösterreich, Österreich   |
| 1991 | 31.     | Thalheim/Erzgeb.                       | Sachsen, Deutschland           |
| 1992 | 32.     | Leibertingen-Thalheim                  | Baden-Württemberg, Deutschland |
| 1994 | 34.     | Thalheim bei Wolfen                    | Sachsen-Anhalt, Deutschland    |
| 1996 | 36.     | Oschatz-Thalheim                       | Sachsen, Deutschland           |
| 1997 | 37.     | Talheim bei Tuttlingen                 | Baden-Württemberg, Deutschland |
| 1998 | 38.     | Mittweida-Thalheim                     | Sachsen, Deutschland           |
| 1999 | 39.     | Vellberg-Talheim                       | Baden-Württemberg, Deutschland |
| 2000 | 40.     | Dornburg-Thalheim                      | Hessen, Deutschland            |
| 2001 | 41.     | Thalheim an der Thur                   | Zürich, Schweiz                |
| 2002 | 42.     | Talheim bei Heilbronn                  | Baden-Württemberg, Deutschland |
| 2003 | 43.     | Thalheim bei Wolfen                    | Sachsen-Anhalt, Deutschland    |
| 2004 | 44.     | Kapelln-Thalheim                       | Niederösterreich, Österreich   |
| 2005 | 45.     | Thalheim/Erzgeb.                       | Sachsen, Deutschland           |
| 2006 | 46.     | Mössingen-Talheim                      | Baden-Württemberg, Deutschland |
| 2007 | 47.     | Horb-Talheim                           | Baden-Württemberg, Deutschland |
| 2008 | 48.     | Mittweida-Thalheim                     | Sachsen, Deutschland           |
| 2009 | 49.     | Leibertingen-Thalheim                  | Baden-Württemberg, Deutschland |
| 2010 | 50.     | Oschatz-Thalheim                       | Sachsen, Deutschland           |
| 2011 | 51.     | Roșia-Daia (Thalheim bei Hermannstadt) | Kreis Sibiu, Rumänien          |
| 2012 | 52.     | Talheim bei Heilbronn                  | Baden-Württemberg, Deutschland |
| 2013 | 53.     | Tengen-Talheim (*)                     | Baden-Württemberg, Deutschland |
| 2014 | 54.     | Thalheim im Aargau                     | Aargau, Schweiz                |
| 2015 | 55.     | Dornburg-Thalheim                      | Hessen, Deutschland            |
| 2016 | 56.     | Mössingen-Talheim                      | Baden-Württemberg, Deutschland |
| 2017 | 57.     | Thalheim/Erzgeb.                       | Sachsen, Deutschland           |
| 2018 | 58.     | Thalheim bei Wolfen                    | Sachsen-Anhalt, Deutschland    |
| 2019 | 59.     | Roșia-Daia (Thalheim bei Hermannstadt) | Kreis Sibiu, Rumänien          |
| 2020 |         | CORONA                                 |                                |
| 2021 | 60.     | Kapelln-Thalheim                       | Niederösterreich, Österreich   |
| 2022 | 61.     | Talheim bei Heilbronn                  | Baden-Württemberg, Deutschland |
| 2023 | 62.     | Thalheim an der Thur                   | Zürich, Schweiz                |
| 2024 | 63.     | Tengen-Talheim                         | Baden-Württemberg, Deutschland |
| 2025 | 64.     | Thalheim/Erzgebirge                    | Sachsen, Deutschland           |

### Sportturniere
|  | Jahr       | Treffen | Ort                   | Land                           | Ausrichtender Verein          | Sieger                                    |
|  | ---------- | ------- | --------------------- | ------------------------------ | ----------------------------- | ----------------------------------------- |
|  | 1979       | 1.      | Talheim/Mössingen     | Baden-Württemberg/Deutschland  | TSV Talheim 1953 e.V.         | SV Rot-Weiß Thalheim 1919                 |
|  | 1981       | 2.      | Thalheim/Dornburg     | Hessen                         | SV Rot-Weiß Thalheim 1919     | TSV Vellberg                              |
|  | 1983       | 3.      | Vellberg/Talheim      | Baden-Württemberg, Deutschland | TSV Vellberg                  | Thalheim/Wels (AUT)                       |
|  | 1985       | 4.      | Leibertingen-Thalheim | Baden-Württemberg, Deutschland | ?                             | SV Rot-Weiß Thalheim 1919                 |
|  | 1987       | 5.      | Thalheim bei Wels     | Oberösterreich, Österreich     | Union Thalheim                | SV Rot-Weiß Thalheim 1919                 |
|  | 1989       | 6.      | Thalheim im Aargau    | Aargau, Schweiz                | Turnverein Thalheim AG        | TSV 1895 Talheim/Heilbronn                |
|  | 1993       | 8.      | Mössingen-Talheim     | Baden-Württemberg, Deutschland | TSV Talheim 1953 e.V.         | SF Obertalheim                            |
|  | 1995       | 9.      | Talheim bei Heilbronn | Baden-Württemberg, Deutschland | TSV Talheim 1895 e.V.         | SG Rot-Weiss Thalheim 31 e.V.             |
|  | 1997       | 10.     | Vellberg-Talheim      | Baden-Württemberg, Deutschland | TSV Vellberg                  | TSV Talheim 1953 e.V. (Mössingen-Talheim) |
|  | 1999       | 11.     | Tengen-Talheim        | Baden-Württemberg, Deutschland | SV Tengen-Watterdingen?       | SV Tanne Thalheim                         |
|  | 2001       | 12.     | Thalheim bei Wolfen   | Sachsen-Anhalt, Deutschland    | SG Rot-Weiss Thalheim 31 e.V. | SG Rot-Weiss Thalheim 31 e.V.             |
|  | 2003       | 13.     | Mössingen-Talheim     | Baden-Württemberg, Deutschland | TSV Talheim 1953 e.V.         | SC BAT (Buchheim/Altheim/Thalheim)        |
|  | 2005       | 14.     | Thalheim/Erzgeb.      | Sachsen, Deutschland           | SV Tanne Thalheim             | SV Tanne Thalheim                         |
|  | 2007       | 15.     | Leibertingen-Thalheim | Baden-Württemberg, Deutschland | SC Buchheim/Altheim/Thalheim  | SV Tanne Thalheim                         |
|  | 2009 (**)  | 16.     | Thalheim bei Wels     | Oberösterreich, Österreich     | Union Thalheim                | TSV Talheim 1953 e.V. (Mössingen-Talheim) |
|  | 2011       | 17.     | Thalheim im Aargau    | Aargau, Schweiz                | Turnverein Thalheim AG        | TSV Talheim 1953 e.V. (Mössingen-Talheim) |
|  | 2012 (***) | 18.     | Thalheim/Erzgeb.      | Sachsen, Deutschland           | SV Tanne Thalheim             | TSV Talheim 1953 e.V. (Mössingen-Talheim) |
|  | 2014       | 19.     | Mössingen-Talheim     | Baden-Württemberg, Deutschland | TSV Talheim 1953 e.V.         | TSV Talheim 1953 e.V. (Mössingen-Talheim) |
|  | 2016       | 20.     | Thalheim bei Wolfen   | Sachsen-Anhalt, Deutschland    | SG Rot-Weiss Thalheim 31 e.V. | SV Tanne Thalheim                         |
|  | 2018       | 21.     | Vellberg/Talheim      | Baden-Württemberg, Deutschland | TSV Vellberg/Talheim          |                                           |